# Stanislaus County

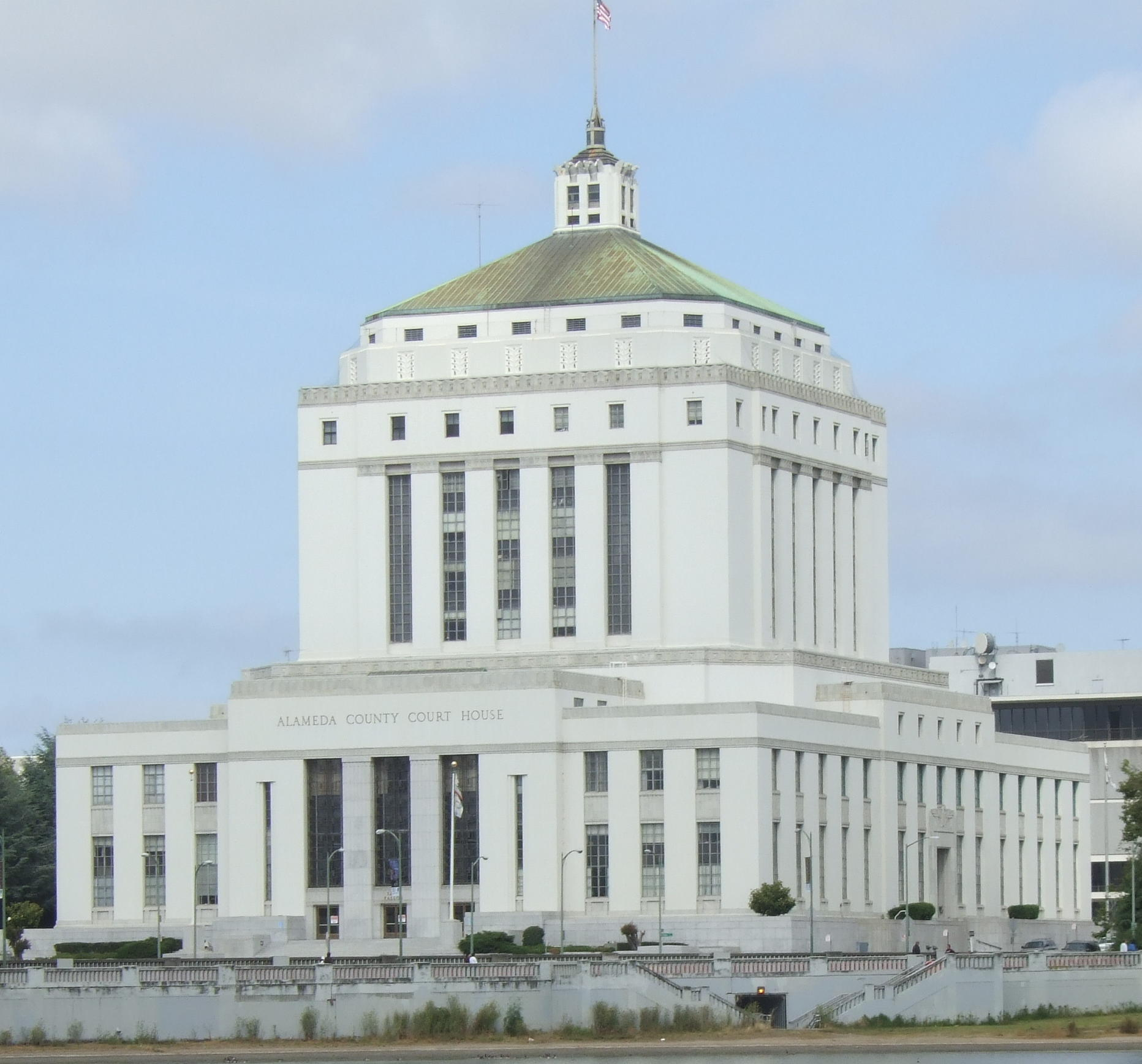
Stanislaus County Courthouse

Stanislaus County is een van de 58 county's in de Amerikaanse deelstaat Californië. Stanislaus County ligt in het noorden van de San Joaquin Valley in het midden van Californië. De county is vernoemd naar de Stanislaus, een zijrivier van de San Joaquin, die eveneens over het grondgebied stroomt.
Volgens de volkstelling van 2010 woonden er 514.453 mensen in Stanislaus County. Een derde van de bevolking is hispanic of latino. De hoofdplaats en grootste stad is Modesto. Andere belangrijke plaatsen zijn Turlock, Ceres, Riverbank, Oakdale en Patterson.
De economie van Stanislaus County is sterk gericht op de landbouw. Als een gevolg van de extreem hoge huizenprijzen in de San Francisco Bay Area, ten westen van Stanislaus County, verhuisden er de laatste decennia veel pendelaars van de Bay Area naar dorpen en stadjes in Stanislaus County, waar het in vergelijking nog goedkoop wonen is. De ligging van plaatsen als Patterson en Newman langs de Interstate 5 speelt daarin zeker een rol.

## Geografie
De county heeft een totale oppervlakte van 3923 km² (1515 mijl²) waarvan 3869 km² (1494 mijl²) land is en 54 km² (21 mijl²) of 1.38% water is.

### Aangrenzende county's
- Santa Clara County - zuidwest
- San Joaquin County - noordwest
- Calaveras County - noorden
- Tuolumne County - noordoost
- Merced County - zuiden

### Steden en dorpen
| - Bret Harte - Bystrom - Ceres - Del Rio - Denair - East Oakdale - Empire - Grayson - Hickman - Hughson - Keyes - Modesto | - Newman - Oakdale - Patterson - Riverbank - Riverdale Park - Salida - Shackelford - Turlock - Waterford - West Modesto - Westley |